# Culex menui
Culex menui é um espécie de mosquito do género Culex, pertencente à família Culicidae.